# Arnold Duckwitz

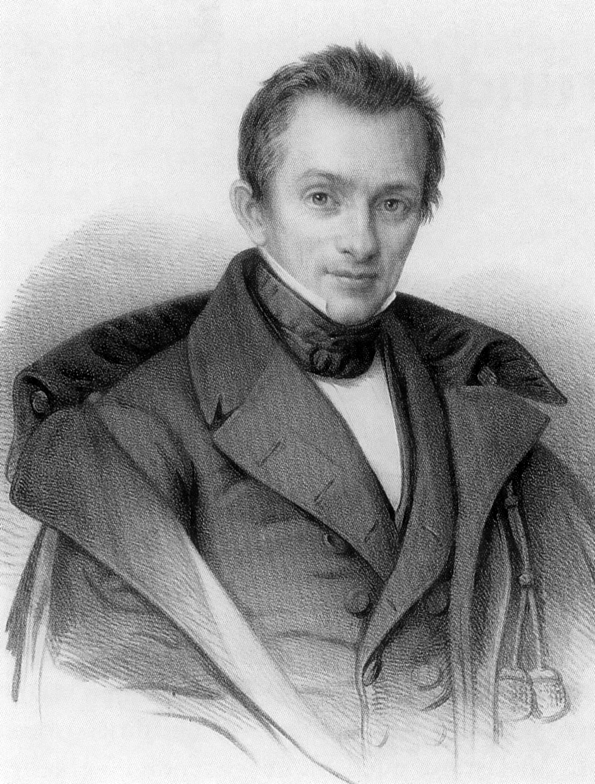
Zeitgenössisches Porträt von Arnold Duckwitz

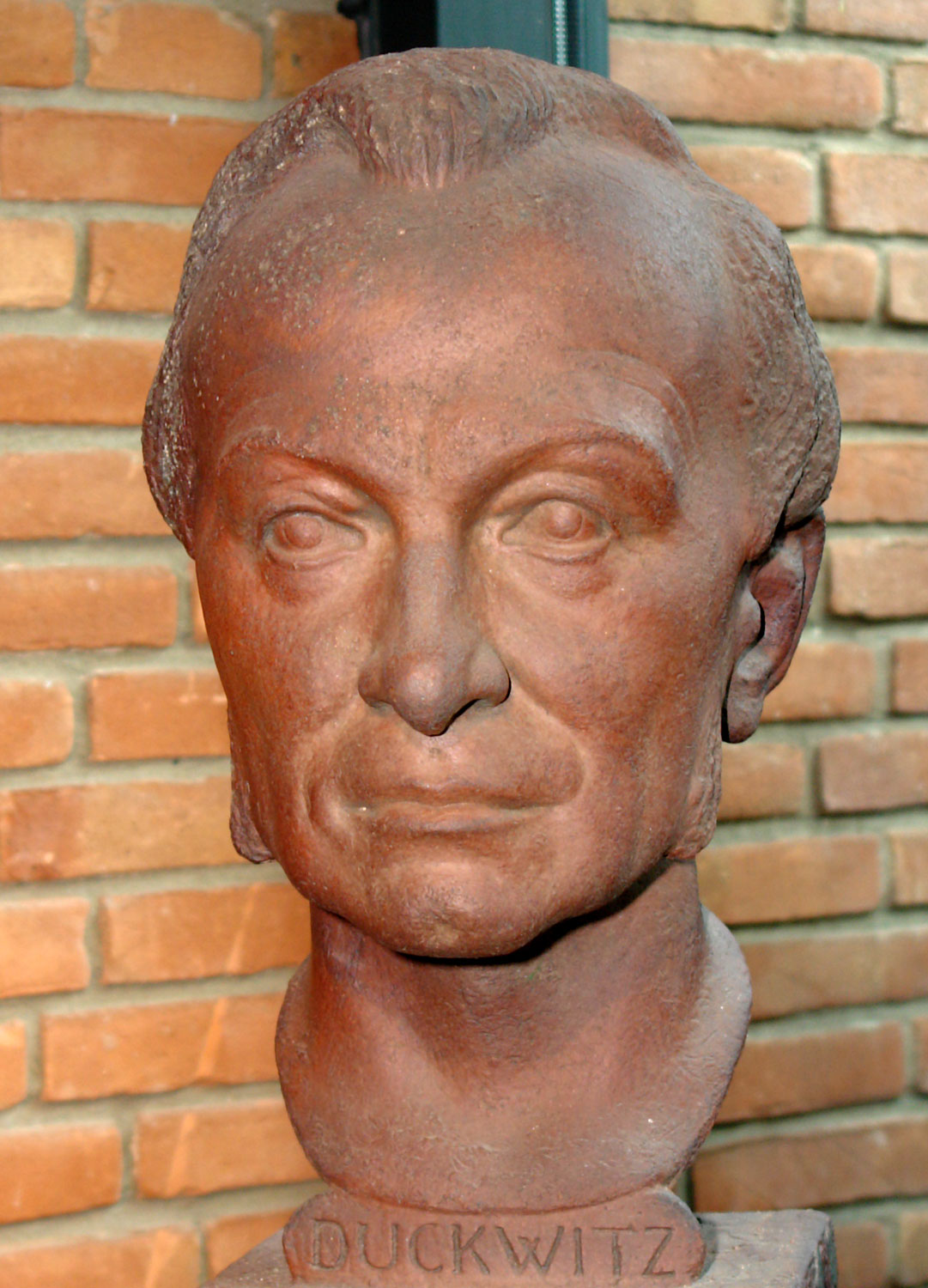
Büste Duckwitz aus dem Focke-Museum

Arnold Duckwitz (* 27. Januar 1802 in Bremen; † 19. März 1881 in Bremen) war Kaufmann und Senator wie Bürgermeister der Hansestadt Bremen. Als Hanseatischer Staatsmann war er von 1848 bis 1849 Reichshandelsminister und Verantwortlicher für die Marine in der provisorischen Regierung des damals entstehenden Deutschen Reiches.

## Leben

### Kaufmann und Senator
Duckwitz wuchs in Bremen auf und absolvierte eine kaufmännische Lehre. Als Kaufmann verbrachte er mehrere Jahre in England und den Niederlanden, wo er Tierhäute aus Nordamerika importierte. 1829 ließ er sich in seiner Vaterstadt nieder, wo er sich insbesondere durch die Verbesserung der Weserschifffahrt und Einführung der Dampfschifffahrt Verdienste erwarb. Er war zusammen mit Johannes Rösing Wortführer der liberalen Kaufmannschaft in Bremen, geprägt durch die Julirevolution von 1830.
1837 trat er mit der Schrift Über das Verhältnis der freien Hansestadt Bremen zum Deutschen Zollverein (Bremen) für die deutsche Zolleinheit ein. Er wurde 1840 in das Kollegium der Elterleute des Kaufmanns (Vorsteher der Kaufleute) gewählt. Seit 1841 Mitglied des Bremer Senats, schloss er 1845 mit dem Königreich Hannover Verträge über den Bau einer Eisenbahn zwischen Hannover und Bremen und über die Schiffbarmachung der Weser unterhalb Bremens für Seeschiffe. Gleichzeitig begannen die Verhandlungen über eine Verbindung zwischen dem Zollverein und den Nordsee-Anrainern, die Anfang April 1847 zum Abschluss eines Handels- und Schifffahrtsbundes führten, der aber nicht zur Ausführung kam. Duckwitz verfasste dazu die Schrift Der deutsche Handels- und Schiffahrts-Bund.
Auf Duckwitz’ Anregung wurde eine deutsch-amerikanische Dampfschifffahrtslinie eingerichtet. Im Frühjahr 1847 schloss er darüber mit der amerikanischen Postverwaltung einen günstigen Vertrag ab.

### Reichsminister 1848/1849
1848 war er Mitglied des Vorparlaments.
Duckwitz beteiligte sich von Anfang bis Mitte 1848 als Sachverständiger beim volkswirtschaftlichen Ausschuss der Frankfurter Nationalversammlung. Als Kommissar Bremens bei der Beratung über die deutschen Handelsverhältnisse schrieb er ein Memorandum, die Zoll- und Handelsverfassung Deutschlands betreffend. Daraufhin wurde er am 5. August 1848 zum Reichsminister für Handel der gesamtdeutschen Regierung ernannt und übernahm später auch die Marineabteilung, die nach seinem Rücktritt zum Marineministerium angehoben wurde. Damit wurde er für die Gründung einer deutschen Reichsflotte zuständig, über die er 1849 eine Denkschrift unter dem Titel Ueber die Gründung der Deutschen Kriegsmarine herausgab. In den Wirren der Revolution und Gegenrevolution gelang Duckwitz in kurzer Zeit die Schaffung einer Marine. Nach der Niederschlagung der Revolution im Mai 1849 kehrte er nach Bremen zurück. 1850 war er Abgeordneter im Staatenhaus des Erfurter Unionsparlaments.

### Erneut Senator und Bürgermeister
Duckwitz wurde in Bremen erneut Senator. Der 1856 zwischen Bremen und dem Zollverein abgeschlossene Handelsvertrag war vornehmlich sein Werk.
Von 1857 bis 1863 war Duckwitz Bremischer Bürgermeister und damit Nachfolger des konservativen Johann Smidt. Er war damit seit 200 Jahren wieder der erste Kaufmann auf diesem Posten. Von 1866 bis 1869 übernahm er ein zweites Mal das Bürgermeisteramt.
Nach seinem Wirken als Stadtoberhaupt blieb er als Senator im Amt, bis er dann 1875 in Ruhestand ging. 1877 veröffentlichte er seine Memoiren. Er begrüßte die Entstehung des Deutschen Reichs.
Duckwitz wurde auf dem Riensberger Friedhof in Bremen beigesetzt (Grablage V 97/98/218/219, Koordinaten: 53° 5′ 37,4″ N, 8° 51′ 36,6″ O).
Senator Richard Duckwitz (1886–1972) war ein Enkel von Arnold Duckwitz.
Ehrungen
- Die Duckwitzstraße in Bremen-Neustadt wurde 1902 nach ihm benannt.

## Werke
- Über das Verhältnis der freien Hansestadt Bremen zum Deutschen Zollverein. Bremen 1837.[3]
- Fragmente aus meinem Leben. Bremen 1842.
- Der deutsche Handels- und Schifffahrtsbund. Bremen 1847.
- Memorandum die Zoll- und Handels-Verfassung Deutschlands betreffend. Bremen 1848 (Digitalisat)
- Über die Gründung der deutschen Kriegsmarine. Bremen 1849. (Digitalisat)
- Denkwürdigkeiten aus meinem öffentlichen Leben, 1841 bis 1866. Bremen 1877.
- Vorschläge für die Errichtung eines deutschen Schiffahrts- und Handels-Verein. Berlin 1847 (Digitalisat)
- Das Verhältnis Bremens zum Zollverein 1853. Bremen 1853 (Digitalisat)